# Чернівецький військово-спортивний ліцей
Чернівецький військово-спортивний ліцей Чернівецької міської ради — заклад спеціалізованої освіти, військово-спортивний ліцей, що забезпечує здобуття освіти військового профілю для осіб з 13 років одночасно зі здобуттям профільної середньої освіти.
Ліцей створений згідно з рішенням виконавчого комітету Чернівецької міської ради від 12.05.2009 р. № 314/9 «Про реорганізацію шляхом перетворення Чернівецької загальноосвітньої школи-інтернату I—III ступенів № 2 Чернівецької міської ради у Чернівецький військово-спортивний ліцей-інтернат Чернівецької міської ради» і є правонаступником всього майна, прав і обов'язків юридичної особи, що припинилась.
Ліцей, відповідно до законодавства України є комунальною бюджетною установою, яка заснована на власності територіальної громади м. Чернівців, яка повністю утримується коштом міського бюджету та є неприбутковою.
Засновником ліцею є Чернівецька міська рада.
Органом, до сфери управління якого входить ліцей, є виконавчий комітет Чернівецької міської ради.
Координацію діяльності ліцею здійснює управління освіти Чернівецької міської ради.

## Структура ліцею
Відповідно до Закону України «Про повну загальну середню освіту», ліцей має два рівні:
- базова середня освіта — другий рівень повної загальної середньої освіти (8-9 класи), що передбачає виконання ліцеїстом вимог до результатів навчання, визначених державним стандартом базової середньої освіти. На даному рівні здійснюється допрофільна підготовка, формується у ліцеїстів готовність до подальшого здобуття загальної середньої освіти військово-спортивного профілю;
- профільна середня освіта — третій рівень повної загальної середньої освіти (10-11 класи), що передбачає виконання ліцеїстом вимог до результатів навчання, визначених державним стандартом спеціалізованої освіти військово-спортивного профілю. На третьому рівні здійснюється поглиблена допрофесійна підготовка військового спрямування, необхідна для подальшого вступу і навчання у закладах вищої військової освіти.

За роки існування ліцей закінчили 573 вихованці.
За підсумками 2011—2021 рр. 268 випускників продовжили навчання у закладах військового та спортивного спрямування, таких як Національна академія Державної прикордонної служби України імені Богдана Хмельницького (м. Хмельницький), Національна академія сухопутних військ імені гетьмана Петра Сагайдачного (м. Львів), Національна академія внутрішніх справ України (м. Київ), Військова академія (м. Одеса), Львівський державний університет безпеки життєдіяльності ДСНС України, Національна академія Служби Безпеки України (м. Київ), Львівський державний університет внутрішніх справ, Харківський національний університет внутрішніх справ, Харківський національний університет Повітряних Сил імені Івана Кожедуба, Житомирський військовий інститут імені С. П. Корольова, Чернігівський юридичний коледж державної пенітенціарної служби України, Вище професійне училище Львівського державного університету безпеки життєдіяльності (м. Вінниця), ЧНУ імені Юрія Федьковича, та проходять військову службу, в тому числі в зоні АТО/ООС, що становить 53,7 % від загальної кількості ліцеїстів. Один із них загинув —  Руснак Дмитро Георгійович.

## Освітній процес
Освітній процес забезпечують: 19 педагогічних працівників, серед яких 2 сумісники. Станом на 01.09.2021 року спеціалістів вищої категорії 9 (47,3 %), І категорії — 4 (21 %), II категорії — 2 (10,5 %), спеціалістів — 4 (21 %), 2 кандидати наук. Мають звання: «учитель-методист» — 1, «старший учитель» — 2. Станом на 01.09.2021 року в ліцеї працює 3 офіцери.